# ميثيمنا
ميثيمنا (باليونانية: Μήθυμνα)‏ هي مدينة في ليسفوس في اليونان.